# Georg Waldstein
Georg Waldstein-Wartenberg (* 17. prosince 1942 v Buchberg am Kamp) pochází z českého šlechtického rodu Valdštejnů.

## Život
Vyrůstal na zámku Karlslust u města Reteč. Po ukončení střední školy v roce 1962 v Hornu a částečném studiu práv a světového obchodu začal v roce 1966 pracovat jako novinář. Vydával Trend a Kurier a v roce 1982 založil společně s Georgem Wailandem ekonomické noviny "Gewinn". V roce 2003 založil společně s Karlem Stipsiczem a investorskou skupinou maďarský ekonomický magazín Haszon.

## Rodina
Jeho rodiči jsou Eugen Waldstein-Wartenberg a Marie Elisabeth Croÿ.
V roce 1969 se oženil s Marií-Theresií Spiegelfeld s níž má tři děti: Mariellu (* 1969), Eugena (* 1972) a Maximiliana (* 1976). V roce 1981 se rozvedl a od roku 1982 je ženatý s Bettinou hraběnkou Kielmansegg.

## Vyznamenání
- 2003: Obdržel Zlatý Čestný odznak Za zásluhy o Rakouskou republiku[2]